# Битва при Краснике
Битва при Краснике (нем. Schlacht von Kraśnik, 10 [23] августа — 12 [25] августа 1914) — трёхдневная битва, первое сражение между 4-й русской и 1-й австро-венгерской армиями в ходе Галицийской операции во время Первой мировой войны.
План русской армии состоял в стремительном наступлении на Берлин с нескольких фронтов. Несмотря на захват ими нескольких языков противника перед началом боя и обнаружение обхода с фланга, русские войска не предприняли каких-либо действий для ликвидации угрозы, в связи с чем русская 4-я армия была вынуждена сражаться с двукратно превосходящим её по численности противником. В ходе сражения австро-венгры неоднократно сминали войска русских, которые, хоть и одерживали локальные победы, отступали всё глубже на восток, из-за чего командование было вынуждено отложить наступление и перебросить на поддержку 4-й 5-ю армию.
Битва завершилось успехом австро-венгров и отходом русских войск, из-за чего война на восточном фронте приняла более затяжной и позиционный характер.

## Предыстория

### Планы сторон
Между русским и французским генеральным штабом в самом начале войны была достигнута договорённость, согласно которой главной задачей русской армии стало оттягивание на себя максимального количества сил центральных держав дабы они не смогли осуществить разгром Франции в результате предусмотренного «планом Шлиффена» блицкрига. План предусматривал постепенный «перенос» главных усилий германских войск с Западного фронта на Восточный. Основной же план Германии состоял в разгроме французских войск благодаря большому численному преимуществу в первые дни мобилизации и принуждение её к миру не позднее 64-го дня в результате победы в генеральном сражении. Основной задачей на Восточном фронте в эти дни было сдержать русское наступление минимальными силами. Покончив с Францией, немецкие войска должны были быть переброшены на восток и «нанести сокрушительный удар по русской армии».
Значительная роль в этом сдерживании отводилась войскам Австро-Венгрии, которые должны были продержаться первые 6 недель войны и сковать боем как можно больше русских войск. При этом, если немцы превосходили в военном отношении русскую армию, то австро-венгры наоборот сильно ей уступали. Для разгрома последних русским войскам понадобилось бы даже меньше времени, нежели немцам для разгрома французов, однако взятие Вены не могло компенсировать вывод Франции из войны. Тем не менее, против австрийцев действительно было сосредоточено более половины войск (52—55 %), в то время как против немцев лишь 35 %. Общая длина фронта русских армий, выступающих против Австро-Венгрии, должна была составить 450 километров, из которых 175 занимали 4-я и 5-я армии. Основные армии Австро-Венгрии растягивались также на 175 километров, однако они были смещены вправо, в результате чего охватывали правый фланг русских.

### Начало боевых действий
В самом начале войны Генеральным штабом русской армии был разработан план «блицкрига» — стремительного наступления на Берлин, который стал самым настоящим «миражом» для него. 2 (15) августа 1914 года командование штаба Юго-Западного фронта отдало приказ о начале форсированного наступления на позиции Австро-Венгрии. 4-я армия, возглавляемая генералом А. Е. Зальца и насчитывающая 10 дивизий (6,5 пехотных и 3,5 кавалерийских), двинулась на Перемышль, пытаясь отрезать силы австро-венгров от Кракова, куда они направлялись по данным разведки. 5-я армия под командованием генерала П. А. Плеве планировалась как вспомогательная, она двигалась по направлению к линии Мостиска — Львов.
4 (17) августа 1914 года, благодаря действиям русской конницы оказались взяты в плен несколько «языков», благодаря которым удалось установить, что 1-я австрийская армия начала развёртывание гораздо западнее, чем ранее предполагал генштаб. Это открыло очевидную угрозу слабому правому флангу 4-й армии на люблинском направлении. Было необходимо прикрыть его. Однако генштаб отказал в переброске подкрепления, ввиду того, что его план предусматривал максимально быстрое продвижение к территории Германии.
6 (19) августа 1914 года 3-я армия генерала Н. В. Рузского перешла границу противника. Генерал прибегнул к тактике лобовых ударов, без манёвров на флангах, сжав фронт. Из-за этого армия оказалась ещё больше отрезана от 5-й армии Плеве. Одновременно с этим началось наступление на Буковину XII корпуса 8-й армии А. А. Брусилова.
8 (21) августа 1914 года силами 10-й кавалерийской дивизии графа Ф. А. Келлера была разгромлена дивизия австро-венгров у Ярославиц. Помимо этого происходили и другие бои, закончившиеся победой русской императорской армии. И пока армии Брусилова и Рузского сближались с противником, бой, буквально перевернувший ход войны, произошёл к югу от них.

## Численность и расположение сторон

### Русские войска
Войска русских заняли исходные позиции к вечеру 6 (19) августа 1914 года и располагались на них вплоть до начала сражения. К этому моменту 4-я армия Российской империи насчитывала в своём составе 6,5 пехотных и 2,5 кавалерийских дивизий (104 пехотных и 100 кавалерийских батальонов) общей численностью в 109 тысяч человек и по разным данным от 350 до 426 орудий. Она разделилась на 3 части и расположилась вдоль трёх линий: XIV корпус под командованием Жилинского расположился на линии Моняки — Вильколаз — Быхава; XVI корпус под командованием Гейсмана — в районе Пётркув-Кщонов; гренадерский корпус Мрозовского — в районе Домбе-Гожкув, при этом два батальона из этого корпуса находились в Красныставе, ожидая пока их заменят части 5-й армии. Находящиеся у русской армии разведданные о местонахождении противника не соответствовали действительности, а о предполагаемой численности противника данных не было вовсе. Координация наступавших армейских частей практически отсутствовала.

### Австро-венгерские войска
Значительную часть 1-й армии Австро-Венгрии составляли прессбургские словаки и краковские поляки. Поляки ненавидели русских, которые захватили их земли. Армия насчитывала 228 тысяч человек в 144 пехотных и 71 кавалерийском батальонах (10,5 пехотных и 2 кавалерийских дивизии) и, по разным данным, от 354 до 520 орудий. Она занимала положение в районе Рудник—Камень (Иоган фон Кирхбах); Лежайск—Соколув-Подляски (Пауль Пухалло); Сенява (Отто Мейкснер). Некоторые подразделения находились западнее в районе Розвадов—Ниско. Корпус Ремус фон Войрша наступал на Ивангород. 8 (21) августа 1914 года он занял позиции на линии Опочно — Коньске. Южнее дивизия Вегнера подходила к Коньске напрямую. В этих боевых группах дополнительно находились 150 пушек у Генриха Куммера и 72 у Войрша. Среди преимуществ австро-венгров, помимо численного превосходства, также было нахождение на более выгодных позициях, нежели у русской армии, а благодаря действиям своей разведки они ещё и знали фактически всё о местоположении противника.
Одной из основных проблем армии Австро-Венгрии было её многоязычие: многие солдаты достаточно плохо понимали по-немецки, приказы командования для них переводились, что замедляло реакцию подразделений на них. В среднем из 1000 человек в составе армии 267 говорили на немецком, 223 на венгерском, 135 на чешском, 81 разговаривал на украинском и 67 на сербском или хорватском, остальные говорили по-словенски или по-итальянски.

## Ход сражения

### 10 (23) августа 1914 года
К началу сражения генерал Зальца пожаловался начальнику штаба Юго-Западного фронта Алексееву, что Жилинский не выполняет его приказы, ставя во главу угла свои интересы. Алексеев снял с командования Войшина, но Главнокомандующий армиями фронта Иванов в ответ отстранил от командования одного из друзей Зальца, Гейсмана и назначил Войшина на его место, давая понять, что тот останется командовать. Во многом из-за этой ссоры Иванов отказался предоставлять подкрепление строптивому генералу Зальце.
10 (23) августа 1914 года 4-я армия под командованием барона Зальца наступала на 75-километровом участке. Перед ней стояла задача разбить войска противника, которые были расположены, по данным разведки, к северу от Таневской лесополосы на фронте Закликов — Яков — Фрамполь — Щебжешин, около 35 — 40 км южнее от исходного положения 4-й армии. Армия базировалась на железную дорогу, от которой не могла отойди дальше 4 переходов ввиду отсутствия транспорта и не могла отправиться на Перемышль, как изначально было запланировано.
Навстречу ей выдвинулась вдвое более мощная 1-я австрийская армия под командованием генерала В. Данкля. Перед армией стояла задача нанести поражение противнику, который сосредоточился у Красника, «охватывая его левым крылом армии». Помимо этого австро-венгры могли поддержать войска, которые действовали на левом берегу Вислы. Там находилась армейская группа Куммера, которая продвигалась на восток из района Мехова на Островец, прикрывая направление на Краков. Австрийские военно-воздушные силы вскрыли местонахождение группировки 4-й армии, и войска Австро-Венгрии двинулись в наступление.
Утром 10 (23) августа 1914 года австро-венгры, сосредоточив на фронте длиной в 30 километров ударную группу, сковали боем наступление войск русского правофлангового корпуса по фронту, атаковав войска 14-го корпуса. Входящая в состав корпуса 13-я кавалерийская дивизия была атакована значительными силами двух дивизий австро-венгров близ деревни Опока. Несмотря на поддержку со стороны своих, она была вынуждена отступить на 8 километров севернее. При отходе дивизии было обнаружено, что большая часть группировки австро-венгров обошла 4-ю армию русских по правому флангу. В ходе этого наступления австрийцы смяли силы дивизии и открыли себе проход на север.
Тем временем части 18-й дивизии, одержав локальную победу и увлёкшись преследованием противника, вышли на части превосходящего её по силам 1-го австрийского корпуса у Венглина. Австро-венгры нанесли 18-й дивизии существенные потери, вынудив её отступить обратно к Краснику, не завершив разгром врага. 45-я дивизия, чья вторая бригада в начале боя заняла Полихну, но следом усилившийся противник отбросил её обратно к Струже, в районе Красника. Остальные силы боя не вели и корпуса совершили переход и заняли новые районы на поле боя. Длина фронта составила до 58 километров.

### Промежуточные итоги и переброска войск
По итогам первого дня сражения XIV корпус, понеся большие потери, был отброшен к Краснику. Во фронтовой линии образовался промежуток длиной до 25 километров, занятый войсками 4 дивизий и одной бригады австро-венгров. Данные силы могли завершить обход по флангу и замкнуть клещи, поскольку у 4-й армии отсутствовали какие-либо резервы.
В связи с этим части 4-й армии по приказу Зальцы были переброшены на новые позиции для того, чтобы перегородить путь войскам Австро-Венгрии. По плану русского командования, XIV корпус должен был провести полномасштабное наступление на линию Модлиборжице — Янов, то есть на запад от текущего положения, во фланг войскам противника. Однако планы оказываются сорваны после того, как Зальца осознал масштаб потерь. Из-за этого он отдал приказ войскам отступать дальше на восток, для занятия обороны и ожидания подкрепления.
Однако обстановка становилась всё серьёзнее и требовала принятия новых решений. Разведка с воздуха установила наличие трёх мощных колонн Австро-Венгрии, которые двигались со стороны фронта Горай — Фрамполь — Чарнысток. То есть они находились гораздо западнее, чем предполагало командование в мирное время. Из-за этого план боя вновь был изменён. Планировалось продолжение наступления силами 4-й и 5-й армии, при этом вторая поворачивала на запад и для обеспечения возможности манёвра XVII корпуса 4-й. В целом 4-я армия должна была занять шоссе Красныстав-Замосць, а пятая армия — линию Замосць — Красноброд — Юзефов — Цешанув.
Австрийские войска, согласно плану Данкля, должны были наступать на линии Венглин — Красник для овладения высотами севернее реки Вижница. Другие части должны встретить наступление русских войск со стороны Красныстава и Туробина. На Замостье отправлялась 6-я кавалерийская дивизия 4-й армии Австро-Венгрии для проведения разведывательных действий.
Армейская группа Кумера должна была максимально быстро подойти к позициям русских войск, однако как выяснилось, она, за исключением одной дивизии, находилась слишком далеко от места назначения и могла прибыть только 28 августа. В целом же сосредоточенный удар нескольких дивизий по XIV корпусу принёс австро-венграм свои плоды: армия Данкля могла без особых затруднений развить успех и продолжить наступление на Люблин.

### 11 (24) августа 1914 года
На следующий день Данкль приказал продолжить наступление, пытаясь охватить правый фланг 4-й армии и удержать его на месте. Однако успеха эта операция не имела. Тем не менее под натиском двух корпусов австрийцев XIV корпус начал отходить. Также с фланга оказалась охвачена 45-я дивизия русской армии, из-за чего вместе с располагавшейся рядом, близ Людмиловки 18-й дивизией была вынуждена отойти на север от Красника, на высоты правого берега реки Выжницы, из-за чего фронт оказался обращён по направлению на запад, будучи растянут на 18 километров.
Тем временем XVI корпус двинулся в наступление двумя колоннами. Некоторые части входящей в него 47-й дивизии дали бой 37-й дивизии австро-венгров, а также нанесли фланговый удар по бригаде 33-й дивизии, которая наступала на Красник, преследуя части 45-й дивизии Российской империи. Авангард 41-й дивизии был встречен огнём австрийцев близ Гоздишова. Ими же был обнаружен прорыв частей 24-й дивизии, которые двигались к селу Токары. Эти силы нанесли удар во фланг 41-й дивизии и после тяжёлого боя заставили её отступить на Баторж. В этом бою она потеряла до 30 процентов своего состава.
Одновременно с этим гренадерский корпус русских, имея распоряжение наступать на Фрамполь, около 9 часов утра развернул авангарды своих дивизий и завязал бой с противником. Его наступление было достаточно успешным, ему удалось взять Горай на пути во Фрамполь. Это оказало значительную поддержку силам русской армии, которые вели бой с северо-восточнее Гоздишова. Они имели полную возможность продолжения наступления, однако был отдан приказ отходить к высоте, куда она добралась лишь к 9 часам вечера.
К вечеру 11 (24) августа 1914 года силы 4-й армии заняли позицию вдоль линии Залесье — Пяски — Стружа — Закржувек. Армия Данкля, тем временем, продолжала обход противника по правому флангу, заняв высоты южнее Красника. К концу дня они утвердились на дороге Горай—Теодорувка.

### Промежуточные итоги 2 и новая переброска войск
В результате двухдневного боя с превосходящими силами противника, силы 4-й армии были вынуждены отойти назад на целый переход. Из-за решительного наступления противника, возможности прорыва и захвата в клещи и ввиду всё более явной угрозы окружения было решено продолжить отступление. 5-й армии Плеве при этом была поставлена задача нанести удар по флангу и тылу противника, прекратив своё наступление. Ставка командования Российской империи направила из Варшавы дополнительные силы — XVIII корпус, III кавказский корпус и 8-ю кавалерийскую дивизию. Эти войска направились на Ивангород, откуда должны были вести наступление на Краков, в тыл Австро-Венгрии.
Войска Данкля, тем временем, планировали продолжить обход левым крылом, для чего расположенные там подразделения должны были занять линию фронта Майдан Моняцки (Красницкий повет) — Уржендов — Красник. При этом правое крыло должно было оставаться на занятых позициях. В директиве значилось «разбить противника, расположившегося между Вислой и Холмом». При этом на поддержку австро-венгерским войскам спешила 4-я армия генерала Морица Ауффенберга. В связи с этим обстановка на фронте для русских должна была ещё сильнее ухудшиться, поскольку под удар 4-й армии попадали силы Плеве.

### Последний день сражения
12 (25) августа 1914 года части 4-й армии принялись отходить к северу для того, чтобы избежать обхода, а фронт разворачивался на запад. Отход осуществлялся практически беспрепятственно, пока австрийские войска занимали покинутые армией территории. К концу дня они вышли из боя окончательно и оторвались от противника практически на переход.

## Последствия
Русская армия потеряла, по разным данным, 20 или 25 тысяч человек, включая 6000 пленных и 28 пушек. Потери австро-венгерской армии составили 15 тысяч человек. Из-за поражения у Красника русская армия была вынуждена вести бой на широком фронте против ещё более явно превосходящих сил противника. Армия стойко оборонялась и пыталась сдержать атаку, однако силы были не равны. К концу 14-дневной наступательной операции австро-венгры продвинулись на 75 — 100 км. Однако их части понесли большие потери, из-за чего они были вынуждены с 20 августа (2 сентября) 1914 года начать отступление под натиском Гренадерского, Гвардейского, III кавказского и XXV корпусов, полукольцом окруживших правый фланг армии Данкля. Противостояние продолжилось в битве при Томашове.
Из-за поражения приказом от 22 августа (4 сентября) 1914 года Зальца был снят с поста командующего и заменён генералом Эвертом. Де-факто он прекратил командовать армией ещё раньше.
Напротив, победа над русскими войсками прославила ранее неизвестного австрийского военачальника Данкля. Благодаря решительным действиям он был возведён в баронское звание с прибавлением к фамилии титула «фон Красник», а в 1918 году, несмотря на поражение Австро-Венгрии, и вовсе был возведён в графское достоинство и занял пост протектора Общества увековечивания памяти героев войны.

## Оценки
По некоторым оценкам, решительная победа русской императорской армии при Краснике могла дать ей возможность завершить войну на восточном фронте первой мировой значительно раньше западных союзников. Однако решительная победа Австро-Венгрии сильно затормозила русские войска в их победоносном наступлении.
По мнению военного историка А. Керсновского, поражение «отрезвило» ставку, члены которой были вынуждены отозвать войска генерала Плеве с «похода на Берлин» и направить их на битву с противником на своей территории.
По мнению специалиста по «Русскому фронту Первой мировой войны», доктора исторических наук А. Олейникова, данная битва являлась классическим случаем встречного боя — наступления на активно наступающего врага. По его мнению, именно благодаря слаженным действиям сухопутной армии и разведывательной авиации австро-венгры одержали столь убедительную победу.
Успешное сражение под Красником для начальника штаба австро-венгров Франца Конрада означало удачное начало операции против русских, которое частично «смыло» с него тяготы поражения от сербов. По словам Нормана Стоуна, австрийский главнокомандующий назвал это сражение «счастливым началом кампании».

### Комментарии
1. ↑  В некоторых работах последний день не учитывается ввиду того, что он состоял только из отступления русских войск без боевых действий[1].
2. ↑  350 в австрийской истории войны 1930 года[12], 352 по данным Керсновского и Айрапетова[14], 426 по данным Зайончковского и Белого[15]
3. ↑  354 в австрийской истории войны 1930 года[12], 480 у Белого[17], 468 у Зайончковского[22] и 520 у Айрапетова и Керсовского[14]